# Clematis pinchuanensis
Clematis pinchuanensis là một loài thực vật có hoa trong họ Mao lương. Loài này được W.T.Wang & M.Y.Fang mô tả khoa học đầu tiên năm 1980.